# Shipman (Illinois)
Shipman é uma cidade  localizada no estado americano de Illinois, no Condado de Macoupin.

## Demografia
Segundo o censo americano de 2000, a sua população era de 655 habitantes.
Em 2006, foi estimada uma população de 648, um decréscimo de 7 (-1.1%).

## Geografia
De acordo com o United States Census Bureau tem uma área de
3,4 km², dos quais 3,4 km² cobertos por terra e 0,0 km² cobertos por água. Shipman localiza-se a aproximadamente 205 m acima do nível do mar.

## Localidades na vizinhança
O diagrama seguinte representa as localidades num raio de 12 km ao redor de Shipman.